# Población La Bandera
La Bandera es un barrio del sector sur de Santiago, específicamente en la comuna de San Ramón, Chile. Surgió el 26 de enero de 1969 a partir de una toma ilegal de terrenos, por parte de "pobladores sin casa", liderados por dirigentes del Movimiento de Izquierda Revolucionaria. Fue denominada originalmente «Toma 26 de enero», por el día en que se produjo.

## Ubicación
La Población La Bandera se ubica en la actualidad en la comuna de San Ramón, al sur de la Autopista Vespucio Sur. Se encuentra cerca de la estación San Ramón de la Línea 4A del Metro de Santiago.

## Historia
Al igual que la Población La Victoria y la Población La Legua, La Bandera tuvo una fuerte identidad política, ligada a su origen. Originada como una toma de terrenos el 26 de enero de 1969, a fines del gobierno de Eduardo Frei Montalva, y con su establecimiento definitivo a partir de 1971, en su interior se impuso un estilo de conducción que se relacionó con el proyecto político de "poder popular", que defendía el MIR, lo que se traducía en evitar toda intervención del Estado, y con una fuerte hostilidad hacia el Partido Comunista de Chile. Tuvo fuerte protagonismo en los años de la Unidad Popular, a pesar de que sus dirigentes no creían en la «vía chilena al socialismo» por privilegiar la estrategia institucional y electoral.
Tras el golpe de Estado de 1973 la población enfrentó una dura represión, debido a la presencia de muchos militantes de izquierda en su interior. En la década de 1980 fue uno de los bastiones de resistencia a la dictadura de Augusto Pinochet. A partir de la década de 1990 su identidad política se fue desdibujando, sin perderse completamente.
El 2 de abril de 1987 el Parque La Bandera, ubicado en el sector norte de la población homónima, recibió la visita de Juan Pablo II en un encuentro en que participaron pobladores.